# コントロールセンター
コントロールセンター（英: Control Center）は、2013年9月18日にリリースされたiOS 7の一部として導入されたAppleのiOSなどに搭載の機能。

## 概要
画面の下端から上に（Face ID対応iPhoneやiOS 12以降搭載のiPadでは、右上隅から下に）スワイプすることで、端末の各種設定を変更することができる。iOS 4で登場したAppスイッチャーはこの機能の前身で、右にスワイプすることで画面の明るさや消音 (iPadのみ)、画面の向きをロック、AirPlay、メディアコントロールにアクセス可能であった。
2020年11月にはmacOS Big Surで、Macにもコントロールセンターが追加され、メニューバーのアイコンをクリックすることで使用できる。以前のバージョンでは、メニューバーや通知センター上の項目からいくつかの機能にアクセス可能であった。
iPadOS、tvOS、watchOS、visionOSでもそれぞれコントロールセンターを使用できる。本記事では主にiOS版について記載する。

## 使用
コントロールセンターを使用することで、端末の主要設定やアプリの機能に素早くアクセスできる。アプリ使用中やロック画面（設定でアクセスを許可した場合）含む任意の画面からアクセス可能で、機内モードやWi-Fi、画面の明るさなど、頻繁に使う機能を設定アプリに移動することなく操作することができる（一部機能はコントロールセンターからのみ開始することが可能）。
背面カメラ用のLEDフラッシュを懐中電灯として使用できるフラッシュライト機能も搭載された。この機能は、iPhoneとiPod touch、iPad Pro、第6世代以降のiPad miniでのみ利用可能となっている。iOS 9.3から、A7チップ以降搭載の全端末で、コントロールセンターからNight Shiftの設定が可能になった。
他にも、BluetoothやAirPlay、集中モード、画面の向きのロック、曲の再生/一時停止、タイマー、計算機、カメラの迅速な立ち上げなどの機能が搭載されている。また、Apple端末間でファイルを転送する方法として、これまでMacでのみ利用可能であったAirDropが、iOS 7で対応のiPhone、iPod touch、iPadにも追加された。

## デザイン
iOS 7〜9.3.6では、背景がぼやけた単一ページのスライドアップパネルを特徴としていた。デザインや機能は時折の小さな変更を除いて、ほとんど同じままであった。ぼかし効果を作成するために必要なリソースが多いため、iPhone 4、iPad 2、iPad (第3世代)には半透明の背景はなく、その代わりにぼかしのないわずかな透明度を持つグレーの背景を持っていた。
iOS 10では、白を基調としたカードのようなデザインに変化し、横方向にスワイプすることが可能となり3枚のカード（ページ）に分離された。1枚目はWi-Fi、Bluetooth、おやすみモードなどの各種設定、2枚目はメディアコントロール、3枚目はホームアプリ（HomeKit）対応端末のコントロールで構成されていた。
iOS 11ではコントロールセンターが大幅にデザイン変更され、全画面表示で ページは再び1つに統一され、アイコンを3D Touch（非搭載デバイスでは触覚タッチ）して追加のオプションを表示したり、垂直方向のスライダーで明るさと音量を調整することが可能になった。コントロールセンターは設定アプリから（上部の主要機能を除き）カスタマイズ可能となり、画面収録、低電力モード、メモや各種アクセシビリティなど、より幅広い設定やショートカットにアクセスすることができる。
iOS 12ではおやすみモードに変更がなされ、3D Touchや触覚タッチで 時間設定も可能になった。他にもiOS/iPadOS 14.2でミュージック認識が追加されるなど機能が拡充されていった。
iPhone 15 Pro以降ではアクションボタンが搭載され、コントロールセンターからの消音モードの設定も可能となった。
iOS/iPadOS 18ではデザインの大幅な変更が施され、コントロールセンターからシステム終了ができるようになった他、ショートカットや対応のサードパーティ製アプリ含むコントロールを 画面上の「+」→「コントロールを追加」からコントロールギャラリーを開いて自由に配置できるようになった。コントロールグループ（ページ）の追加も可能。